# Корчак (фільм)
«Корчак» (пол. Korczak) — художній фільм Анджея Вайди про педагога, польського єврея Януша Корчака, який керував дитбудинком для єврейських сиріт у Варшавському гетто в роки Другої світової війни. Заснований на реальних подіях.

## Сюжет
Педагог і гуманіст Януш Корчак докладає величезних зусиль для підтримки необхідних умов життя, навчання та виховання дітей в очолюваному ним будинку для євреїв-сиріт у Варшавському гетто на території окупованої нацистами Польщі.
Для порятунку дітей Корчак намагається задіяти всі можливості, приймаючи допомогу від єврейського антифашистського підпілля, зокрема, від керівника юденрату Варшавського гетто Адама Чернякова, а також від підприємців-колабораціоністів із числа євреїв тощо.
Після початку депортації єврейських дітей-стріт у концтабір Треблінка Януш Корчак відкидає пропозиції про порятунок, і разом зі своїми вихованцями вирушає на смерть… Глава юденрату Адам Черняков, не зумівши переконати нацистів зупинити масові депортації євреїв гетто, особливо дітей, скоює самогубство.

## У ролях
- Войцех Пшоняк — Януш Корчак
- Ева Далковська — Стефанія Вільчинська
- Тереза Будзіш-Кшижановський — Марина Роговська-Фальска
- Мажена Трибала — Естера
- Петро Козловський — Хенек
- Збігнєв Замаховський — Іцхак Шульц
- Александер Бардіні — Адам Черняков
- Ян Пешек — Макс Бауер
- Марія Хвалибог — дружина Чернякова
- Марек Баргеловський — доктор Гепнер
- Анджей Копичиньський — директор польського радіо
- Данута Шафлярська — мати Макса
- Станіслава Целінська — продавчиня
- Анна Муха — Сабінка

## Художні особливості фільму
Фільм знятий в чорно-білому варіанті і нагадує кадри кінохроніки.

## Нагороди
- 1991 — Deutscher Filmpreis за кращу операторську роботу (Роббі Мюллер)[4]